# Haverhill (Florida)
Haverhill ist eine Stadt im Palm Beach County im US-Bundesstaat Florida. Das U.S. Census Bureau hat bei der Volkszählung 2020 eine Einwohnerzahl von 2.187 ermittelt.

## Geographie
Die Stadt befindet sich etwa 7 km südwestlich des Zentrums von West Palm Beach in unmittelbarer Nähe zum Flughafen Palm Beach. Im Osten tangiert die Florida State Road 809 das Stadtgebiet.

## Demographische Daten
Laut der Volkszählung 2010 verteilten sich die damaligen 1873 Einwohner auf 687 Haushalte. Die Bevölkerungsdichte lag bei 3121,7 Einw./km². 64,1 % der Bevölkerung bezeichneten sich als Weiße, 23,5 % als Afroamerikaner, 0,5 % als Indianer und 1,8 % als Asian Americans. 7,9 % gaben die Angehörigkeit zu einer anderen Ethnie und 2,2 % zu mehreren Ethnien an. 29,2 % der Bevölkerung bestand aus Hispanics oder Latinos.
Im Jahr 2010 lebten in 39,0 % aller Haushalte Kinder unter 18 Jahren sowie 21,8 % aller Haushalte Personen mit mindestens 65 Jahren. 77,8 % der Haushalte waren Familienhaushalte (bestehend aus verheirateten Paaren mit oder ohne Nachkommen bzw. einem Elternteil mit Nachkomme). Die durchschnittliche Größe eines Haushalts lag bei 2,92 Personen und die durchschnittliche Familiengröße bei 3,19 Personen.
27,1 % der Bevölkerung waren jünger als 20 Jahre, 24,2 % waren 20 bis 39 Jahre alt, 33,3 % waren 40 bis 59 Jahre alt und 15,1 % waren mindestens 60 Jahre alt. Das mittlere Alter betrug 39 Jahre. 49,0 % der Bevölkerung waren männlich und 51,0 % weiblich.
Das durchschnittliche Jahreseinkommen lag bei 52.679 $, dabei lebten 14,8 % der Bevölkerung unter der Armutsgrenze.
Im Jahr 2000 war Englisch die Muttersprache von 77,93 % der Bevölkerung und spanisch sprachen 22,06 %.